# بيل ستيوارت (صحفي)
بيل ستيوارت (بالإنجليزية: Bill Stewart)‏ هو صحفي أمريكي، ولد في 1941، وتوفي في 20 يونيو 1979 في ماناغوا في نيكاراغوا.

## وصلات خارجية
- ويليام ستيوارت على موقع IMDb (الإنجليزية)